# Serra de la Bastida (Sarroca de Bellera)
La Serra de la Bastida és una serra que s'allargassa per la part oriental del terme municipal de Sarroca de Bellera, al Pallars Jussà.
Comença al Cap de l'Alzinar, que es troba al nord del poble de Senterada, però dins del terme de Sarroca de Bellera, i va pujant gradualment cap al nord-oest, de forma paral·lela al barranc de Sant Genís, per on passa el límit del municipi de Sarroca de Bellera (amb la Torre de Cabdella, en el seu antic terme de la Pobleta de Bellveí.
Els seus cims intermedis són: el Tossal Gros, prop del Cap de l'Alzinar, de 1.039,1 m. alt.; el Turó de la Capçada, de 1.025,7; l'ermita romànica de Santa Maria de Bellera, situada a 1.072,2; el Tossal dels Camps, de 1.165,1, i el poble de la Bastida de Bellera, a 1.256, abans d'arribar a lo Tossal.
Conté, com ha quedat dit, el poble de la Bastida de Bellera, situat a la mateixa carena de la serra, que es troba en el seu terç superior, i arriba al punt màxim en el cim de lo Tossal, de 1.306,8 m. alt.